# Hüseyn Rəhimli
Hüseyn Rəhimli (10 de junio de 1995) es un deportista azerbaiyano que compite en yudo adaptado. Ganó una medalla de oro en los Juegos Paralímpicos de Tokio 2020 en la categoría de –81 kg.

## Palmarés internacional
| Juegos Paralímpicos | Juegos Paralímpicos | Juegos Paralímpicos | Juegos Paralímpicos |
| Año                 | Lugar               | Medalla             | Categoría           |
| ------------------- | ------------------- | ------------------- | ------------------- |
| 2020                | Tokio (Japón)       | Medalla de oro      | –81 kg              |